# Дженнингс, Грэм
Грэм Дженнингс (англ. Graeme Jennings; род. 1968) — австралийский скрипач.

## Биография
Учился в Квинслендской консерватории, затем в консерватории Сан-Франциско. Был концертмейстером молодёжного оркестра Австралии. Дебютировал как солист в 1985 г., исполнив с Квинслендским симфоническим оркестром первый скрипичный концерт Прокофьева. Уделял преимущественное внимание современной музыке, удостоился высокой оценки автора за австралийскую премьеру Партиты для скрипки и фортепиано Витольда Лютославского.
В 1994—2005 г. Дженнингс входил в известный Квартет Ардитти в качестве второй скрипки. В составе квартета Дженнингс записал более 70 дисков, осуществил более 300 мировых премьер произведений таких композиторов, как Пьер Булез, Элиот Картер, Маурисио Кагель, Дьёрдь Куртаг, Хельмут Лахенман, Вольфганг Рим, Карлхайнц Штокхаузен, Чарльз Вуоринен. Несмотря на исключительно плотный график работы в квартете, Дженнингс концертировал и отдельно — в частности, со скрипичным концертом Альбана Берга.
В 2005 г. Дженнингс ушёл из квартета и поселился в Сан-Франциско, рассчитывая посвятить себя сольной карьере.